# マイオーリ
マイオーリ（イタリア語: Maiori）は、イタリア共和国カンパニア州サレルノ県にある、人口約5,600人の基礎自治体（コムーネ）。

## 地理

### 位置・広がり
サレルノ県北西部のアマルフィ海岸に位置する町で、サレルノとアマルフィの中間（アマルフィ寄り）にあたる。コムーネ面積は 16.42 km2 で、狭小な自治体の多いアマルフィ海岸沿いの自治体の中では最も広い。マイオーリの町はその海岸の西端に位置しており、アマルフィから北東へ約4km、県都サレルノから西南西へ約11km、州都ナポリから南東へ約39kmの距離にある。

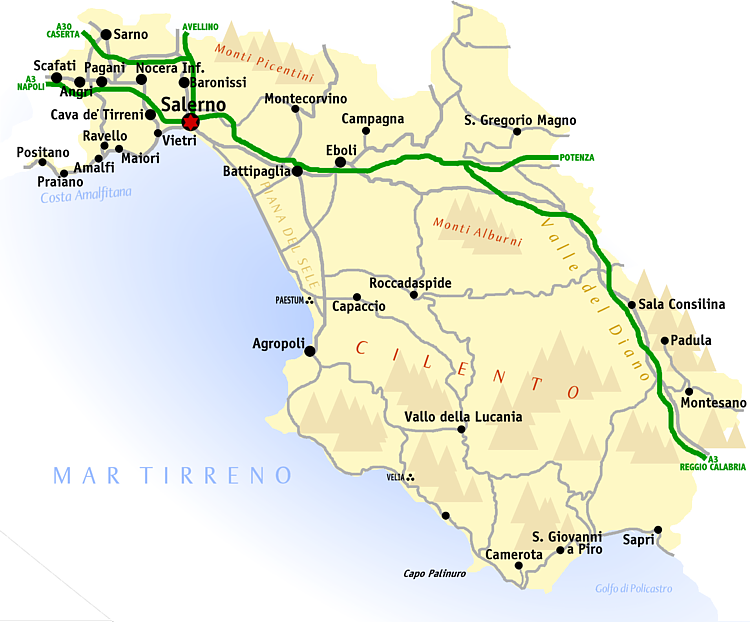
サレルノ県概略図

#### 隣接コムーネ
- トラモンティ - 北
- カーヴァ・デ・ティッレーニ - 北東
- ヴィエトリ・スル・マーレ - 北東
- チェターラ - 東
- ミノーリ - 西
- ラヴェッロ - 北西

### 地勢
南にサレルノ湾に面し、ソレント半島の脊梁をなすラッターリ山脈の山並みが迫る。町域の最高峰は Monte dell'Avvocata (1014m) である。
- マイオーリ市街 Corso Regina
- 山側（北）から見たマイオーリの町
- ラヴェッロから見たマイオーリ
- マイオーリのビーチ

## 行政

### 分離集落
- Erchie（エルキエ） , San Pietro, Santa Maria delle Grazie, Ponteprimario, Vecite

## 交通

### 道路
- SS163 (it:Strada statale 163 Amalfitana)